# خوزه روبرتو گویمارائس
خوزه روبرتو گویمارائس (انگلیسی: José Roberto Guimarães) معروف به زی روبرتو بازیکن سابق و مربی فعلی والیبال اهل برزیل است. گویمارائس در حال حاضر سرمربی تیم ملی والیبال زنان برزیل را بر عهده دارد. زی روبرتو در سال ۲۰۰۳ به عنوان بهترین مربی سال برزیل و در سال ۲۰۰۸ توسط فداسیون جهانی والیبال به عنوان بهترین مربی سال انتخاب شد.
خوزه در سال ۱۹۹۲ تیم ملی والیبال مردان برزیل را به مدال طلا المپیک رسانید و در سال ۱۹۹۳ نیز برزیل را قهرمان جهان کرد. او در سال ۱۹۹۲ تیم ملی والیبال مردان برزیل را به مدال المپیک رساند و از سال ۲۰۰۳ هدایت تیم ملی زنان برزیل را بر عهده گرفت و در بازی‌های المپیک ۲۰۰۸ و ۲۰۱۲ برزیل را به فینال رسانید و با هدایت خود مدال طلا را به دست آورد و همچنین برزیل را دو بار به نایب قهرمانی قهرمانی جهان، سه بار نایب قهرمانی جام جهانی و هفت بار به قهرمانی جایزه بزرگ جهان رسانید و در رده باشگاهی نیز به عنوان مربی یک قهرمانی جام باشگاه‌های جهان و دو قهرمانی لیگ قهرمانان اروپا را در کارنامه خود دارد.